# Ueno Nobuhiro
Ueno Nobuhiro (Siga, 1965. augusztus 26. –) japán válogatott labdarúgó.

## Nemzeti válogatott
A japán válogatott tagjaként részt vett az 1988-as Ázsia-kupán.